# Bien fungible
Los bienes o cosas fungibles, son los muebles de los que para hacer uso adecuado a su naturaleza deben ser consumidos, y aquellos en reemplazo de los cuales se admite legalmente otro tanto de igual calidad.
El término fungible viene del latín fungi, gastar, y -ble es decir es lo que se consume con el uso.
En oposición a esto las cosas no fungibles son aquellas que no tienen poder liberatorio equivalente porque poseen una filosofía, características propias y por consiguiente, no pueden ser cambiadas por otras.

## Concepto legal de fungible
Dadas sus características especiales, en los códigos civiles de cada país existen regulaciones específicas para contratos cuyo objeto son bienes fungibles, como los contratos de comodato o de mutuo. 
La cosa fungible es un término muy utilizado principalmente en el derecho civil y derecho mercantil, también es usado comúnmente en derecho penal para determinar las propiedades en caso de robo o daños a la propiedad ajena, hace referencia a las cosas y/o bienes que se deterioran o destruyen al ser utilizados y también son considerados consumibles, al hacer uso de ellos. En general en el derecho se consideran bienes fungibles en dos sentidos: como aquellos que no se pueden usar conforme a su naturaleza si no se consumen (también conocidos como bienes consumibles), y como aquellos que tienen el mismo poder liberatorio, es decir, que se miran como equivalentes para extinguir obligaciones.
En el derecho romano clásico, origen de muchos códigos regulatorios modernos, el bien fungible se  distingue por el género y la cantidad siendo el ejemplo por excelencia el dinero de curso legal sobre el cual sólo puede haber consumición jurídica siendo un bien mueble que se consume (gasta o desaparece) para su poseedor con el primer uso, aunque pueden mantener su existencia física.

## Regulaciones por país

### Argentina
El Código Civil y Comercial de la República Argentina dispone en su artículo 232:

Son cosas fungibles aquellas en que todo individuo de la especie equivale a otro individuo de la misma especie, y pueden sustituirse por otras de la misma calidad y en igual cantidad.

### Colombia
El código civil de Colombia, en su artículo 663, dice sobre la cosa fungible:

Las cosas muebles se dividen en fungibles y no fungibles. A las primeras pertenecen aquellas de que no puede hacerse el uso conveniente a su naturaleza sin que se destruyan. Las especies monetarias en cuanto perecen para el que las emplea como tales, son cosas fungibles.

### España
En España, la definición de bienes fungibles se encuentra en el artículo 337 del Código Civil, que confunde no obstante la noción de fungible con consumible, al decir que son bienes fungibles aquellos de que no puede hacerse el uso adecuado a su naturaleza sin que se consuman. 
Existen especialidades en los contratos de compraventa, arrendamiento, préstamo o usufructo, entre otros, cuando el objeto del contrato son bienes de carácter fungible.